# ヴルシャツ
ヴルシャツ（セルビア語: Вршац/Vršac,ハンガリー語: Versec /Versecz,ルーマニア語: Vârşeţ,ドイツ語: Werschetz）はセルビアの町および基礎自治体でヴォイヴォディナ自治州の南バナト郡に位置し、人口は2011年現在、市街で35,701人、基礎自治体全体では51,217人である。

## 都市名
ヴルシャツの地名はセルビア語由来のもので、スラヴ語で「頂上」などを意味するvrhから来ている。ルーマニア語ではヴルシェVârşeţ,、ハンガリー語ではヴェルシェツ、ヴェルシェッツ（Versec / Versecz）、ドイツ語ではヴァルスケッツ（Werschetz）、トルコ語ではヴィルシャチ（Virşac）と表記されたり呼称された。

## 歴史

### 古代
ヴルシャツ周辺での人の生活の痕跡は旧石器時代や石器時代にまで遡る。2つの新石器時代の文化の跡がこの地域では発見され残っており、古いものはスタルチェヴォ文化（Starčevo）、新しいものはヴィンツァ文化（Vinča）である。青銅器時代からのヴァティン文化、ヴルシャツ文化の跡も残り、鉄器時代からのケルト人が大部分のハルシュタット文化やラ・テーヌ文化なども残っている。アガテュルソイは最初にヴルシャツ周辺に定住した人々として知られている。その語、この地域にはゲタイやダキア人が居住するようになった。ダキア人の王国であるブレビスタやデケバルスに属していたが102年から271年にかけローマ帝国に属すようになった。ヴルシャツでは古代のダキア人やローマ人の集落跡が発見されている。その後、この地域はフン族の帝国やゲピド族、アヴァールの王国に属し、後にブルガリア帝国に属している。スラヴ人が居住するようになったのは6世紀のことで、この地域に居住するようになったのは西スラヴ人のアボドリテス (en) であったと記録されている。

### 中世から近世
スラヴ人がキリスト教化されたのはアスム公 (en) がこの地域を支配した11世紀である。アスム公がハンガリー王国に敗れると、ハンガリーの領域に含まれることになった。初期の歴史はあまり明らかではなかった。セルビア人歴史家によれば中世のヴルシャツはセルビア人によってハンガリー王国支配下の1425年に成立されたとしている。もともとのヴルシャツの地名は分かっていないが、Vers, Verbeč, Veršet ,Vegenjeなどの説があるが確認されていない。町の名はPodvršanに1427年に最初に表れている。12世紀のハンガリーの歴史書ゲスタ・ハンガロリューム (en) には9世紀ブルガリア人のグラゴ公 (en) の領有であったバナトのヴルシア( Vrscia )の城に関して言及されている。いくつかの解釈ではヴルシアは現代のヴルシャツと同一である言うものもあるが他の説ではルーマニアのオルショバというものもある。オスマン帝国が16世紀に入ると侵攻し町は破壊されたがすぐに再建されオスマンの支配下に入った。1590年頃にオスマンのヴルシャツ要塞は駐屯地となり1人のアガ (en) と二人の将校、20人のセルビア人傭兵がいた。町は地元のオスマン行政とセルビア主教の中心で住民はムスリムとセルビア人で構成されていた。1594年になるとバナトではオスマン支配に対する反乱が起こるようになり、ヴルシャツは地域の反乱の拠点となった。反乱のリーダーでヴルシャツ主教であるテオドール・ネストロビッチであった。この反乱の実状はセルビアの国歌の一節に表されている。"Sva se butum zemlja pobunila, Šest stotina podiglo se sela, Svak na cara pušku podigao!" 「全ての土地で反乱が起こり、600の村が立ち上がり、万人が皇帝に抵抗するため自らの銃で狙いを付けた。」セルビア人の反乱勢力は聖サワを描写した旗を身に付け、聖戦を特徴付けた。シナン・パシャはオスマン軍を率い聖サワの旗に立ち向かうためダマスカスから緑色のムハンマドの旗を持ってくるように命じた。さらに、シナン・パシャは復讐としてベオグラードで残っていた聖サワの旗を燃やした。結局、反乱は潰されほとんどのセルビア人は地域からトランシルバニアへオスマンの報復の恐怖から逃れることとなった。しかしながら、これ以降見捨てられるようになり、オスマン当局はそれを恐れ肥沃な土地に人を必要としており戻って来ても危害を加えないことを約束した。セルビア人たちは戻って来たが、反乱首謀者の主教であるテオドール・ネストロヴッチは恩赦されずむち打ちの刑に処された。バナトでの反乱はセルビアの歴史の中で3つの大きな反乱のうちの一つである。1716年、ヴルシャツはオスマンからハプスブルクの支配下に移り、ムスリムたちは町から逃れている。当時、ヴルシャツの人口のほとんどはセルビア人が占めるようになった。すぐに、ドイツ人の植民者が入植するようになった。彼らはセルビア人のヴルシャツ近くにヴァルスケッツで知られる新たな集落を設立した。セルビア人のヴルシャツはクネツがドイツ人のヴァルスケッツはシュルティーズ（schultheis）が統治していた。1795年にこのセルビア人とドイツ人の集落は公式に合併し一つの集落となり、セルビア人とドイツ人で統治されることになった。露土戦争 (1787年-1792年)の間の1787年から1788年にかけてオスマン帝国に占領されている。

### 近代から現代
1848年と1849年の革命によってセルビア人とドイツ人の良い関係は 途絶えることになりそれ以降、セルビア人はオーストリアやドイツの権力と戦った。1848年から1849年に町はセルビア・ヴォイヴォディナに属し、1849年から1860年にかけてセルビア・ヴォイヴォディナ及びタミシュ・バナトとなりオーストリアからは分離された。その後、制度は廃されハンガリー王国に組み込まれ、1867年にオーストリア＝ハンガリー帝国になり、町は行政区の中心となった。1910年の町の人口は27,370人おり、13,556人はドイツ語を話し3,890人はセルビア語、879人はルーマニア語を話していた。ルーマニア正教会の大聖堂が1912年に完成している。 1918年から町はユーゴスラビア王国 の町となった。1921年の国勢調査によればドイツ語話者がもっとも多かったが1931年になると13,425人が南スラヴ語群の話者で11,926人はドイツ語話者であった。枢軸国が占領した1941年から1944年にかけてバナト州とされこの間、ドイツ人の支配下にあった。多くのドイツ系のドナウ・シュヴァーベン人 (en) がナチス当局に協力し多くの男性たちが武装親衛隊に徴兵された。1944年、ドイツ軍が敗北するとヴルシャツ市民の一部であるドイツ系の住民は町から一緒に居なくなった。 ヴルシャツに残ったドイツ系の一部の市民は地元の社会主義者の強制収容所に送られ病気や栄養失調で死亡している。いくつかの主張によれば、パルチザンからドイツ系の市民は拷問や殺人を受けたと言うものもある。1944年に赤軍によって町は解放されてから新たなユーゴスラビア社会主義連邦共和国が発足しドイツ系にもユーゴスラビアの市民権が戻ったが、経済的な理由によってユーゴスラビアに残っていたドイツ系は去っている。

## 人口
- 1838: 18,481人
- 1857: 19,087人
- 1869: 21,095人
- 1880: 22,329人
- 1890: 21,859人
- 1900: 24,770人
- 1910: 26,941人
- 1921: 27,011人
- 1931: 29,411人
- 1948: 23,038人
- 1953: 26,110人
- 1961: 31,620人
- 1971: 34,256人
- 1981: 37,513人
- 1991: 36,885人
- 2002: 36,623人
- 2011: 35,701人

## 地区
- Vatin
- Veliko Središte
- Vlajkovac
- Vojvodinci (ルーマニア語: Voivodinţ)
- Vršački Ritovi
- Gudurica
- Zagajica
- Izbište
- Jablanka (ルーマニア語: Iabuca)
- Kuštilj (ルーマニア語: Coştei)
- Mali Žam (ルーマニア語: Jamu Mic)
- Malo Središte (ルーマニア語: Srediştea Mică)
- Markovac (ルーマニア語: Mărcovăţ)
- Mesić (ルーマニア語: Mesici)
- Orešac ルーマニア語: Oreşaţ)
- Pavliš
- Parta
- Potporanj
- Ritiševo (ルーマニア語: Râtişor)
- Sočica (ルーマニア語: Sălciţa)
- Straža (ルーマニア語: Straja)
- Uljma
- Šušara (ハンガリー語: Fejértelep)

ハンガリー系やルーマニア系の多い地区ではそれぞれの名称で呼ばれている。

## 経済
ヴルシャツは製薬、ワインやビール等の酒造、製菓、織物などの工業が発達している。また、南バナトの農業の中心でもあり54,000ヘクタールの耕作適地があり昔からの肥沃な土地である。

## みどころ
ミレニアムスポーツセンターが2002年に完成している他、ヴルシャツはぶどう畑が有名である。ヴルシャツ城(Vršački zamak)は町のシンボルで15世紀に遡るとされている。標高399mの丘の上に立ちヴルシャツ市街を見下ろしている。ヴルシャツにある要塞の起源には2つの説があり、オスマンの旅行家エヴリヤ・チェレビによればセルビア人君主ジョルジュ・ブランコヴィッチによって建てられたとされている。歴史家によればブランコヴィッチはスメデレヴォが1439年にオスマンによって落とされてからヴルシャツに要塞を築いたとしている。他の説ではヴルシャツ城には中世の要塞であるエデスムル(ハンガリー語: Érdsomlyó , Érsomlyó, セルビア語: Erd-Šomljo / Ерд-Шомљо , Šomljo / Шомљо)が残ったと言うものである。しかしながら、エデスムルとヴルシャルを他の資料は同一としておらず、エデスムルはさらに東、カラシュ川の河畔である今日のルーマニア領のバナトにあったとしている。

## 出身者
- ボヤナ・ラドゥロヴィッチ - バレーボール選手

## 姉妹都市
- ルゴジ, ルーマニア
- バンスカー・ビストリツァ, スロバキア

## ギャラリー

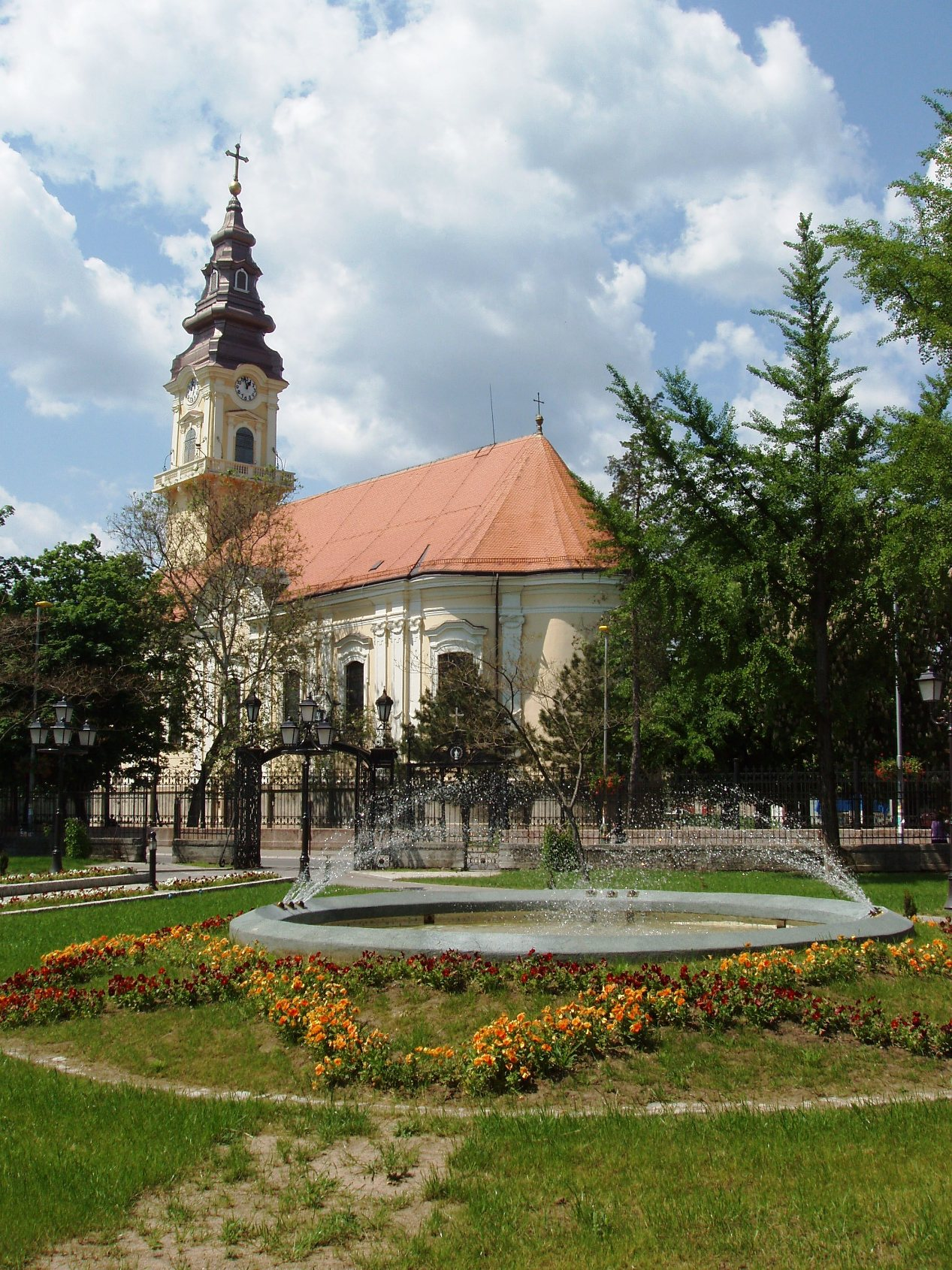
正教の教会
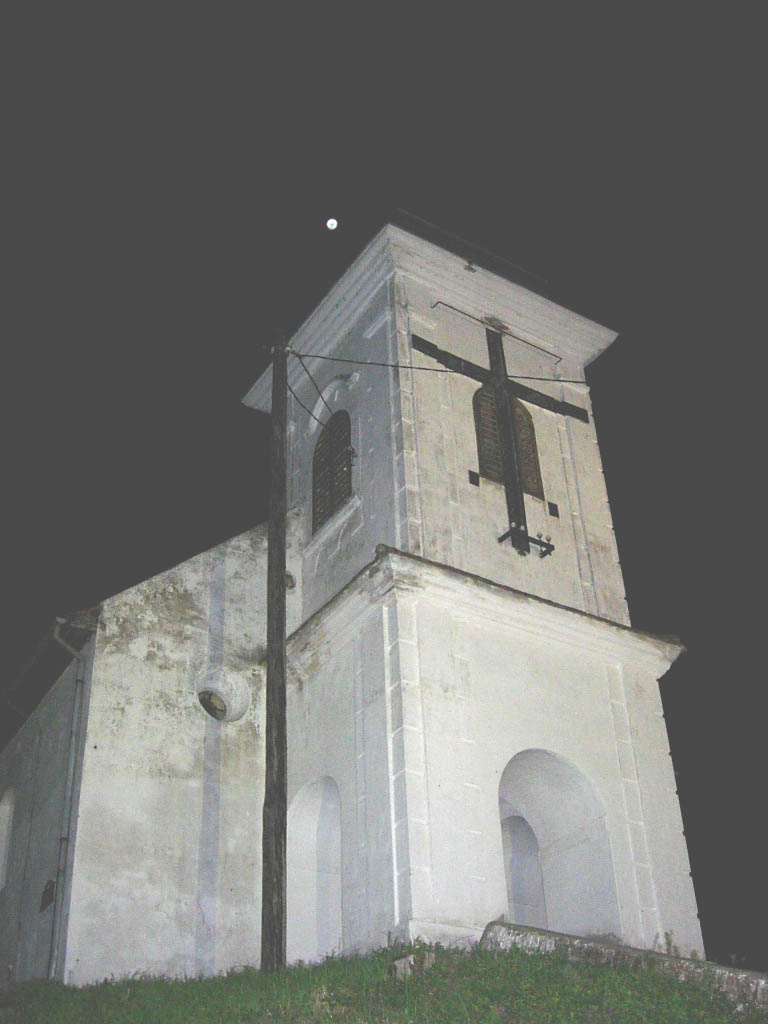
聖十字昇天教会
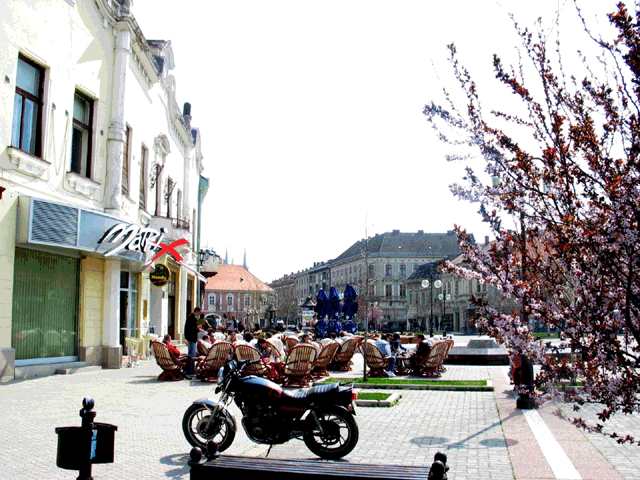
ヴルシャツ中心部
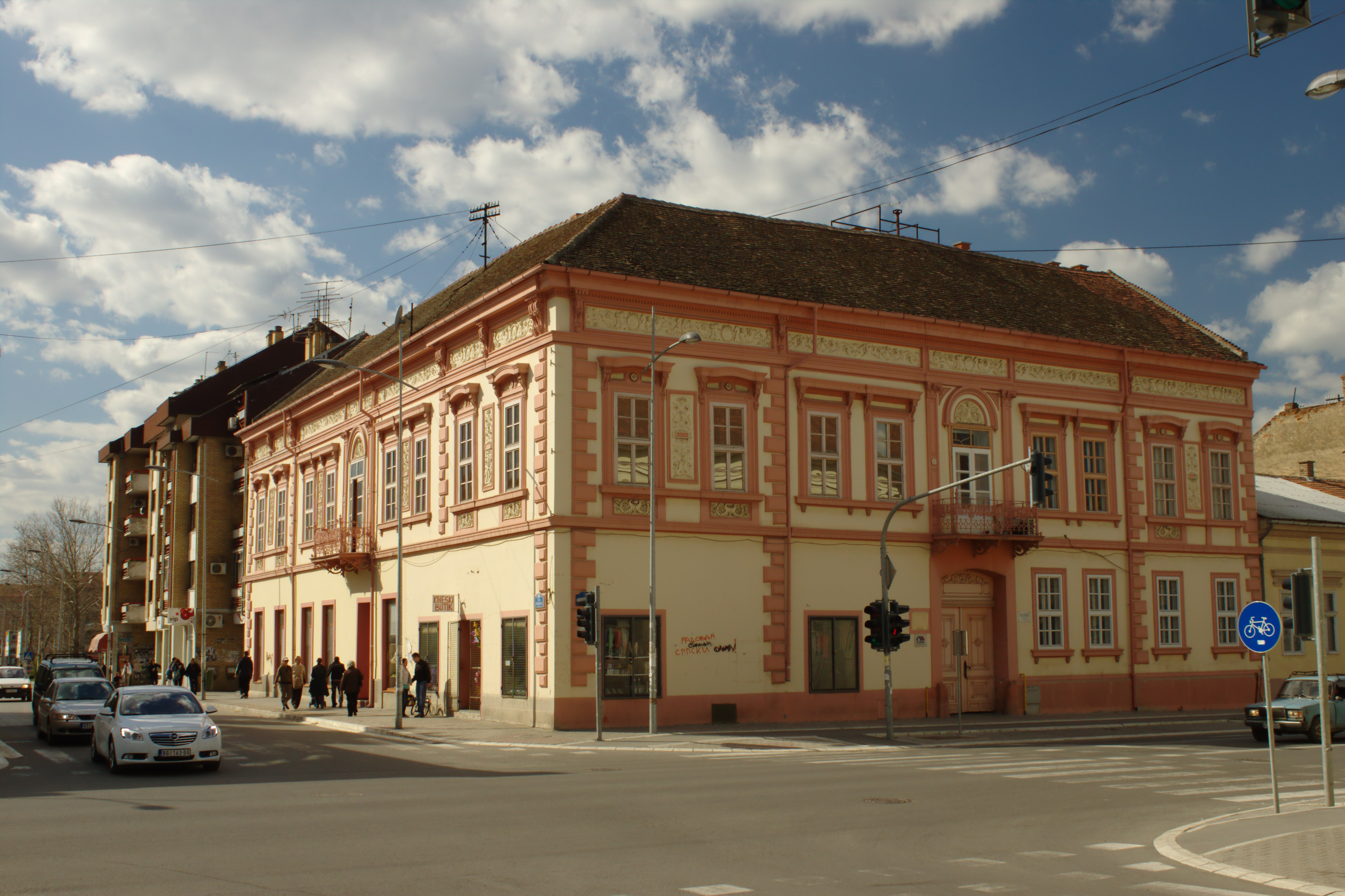
ヴルシャツ市庁舎
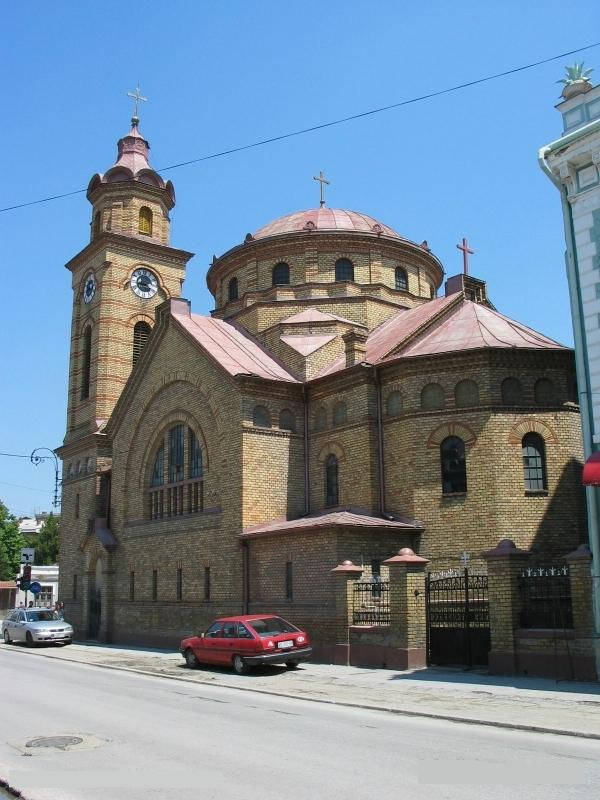
正教の教会
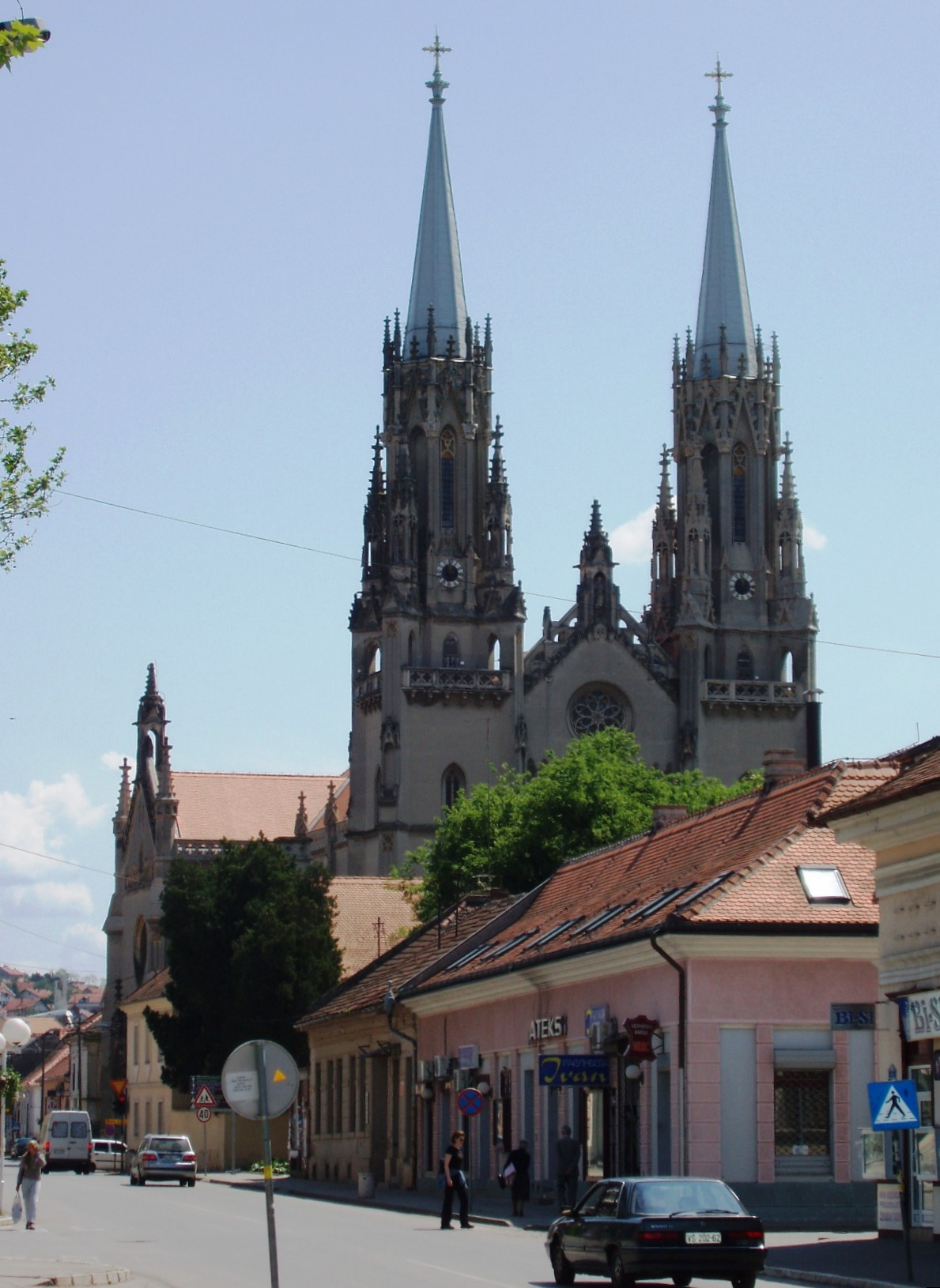
中心部のカトリック教会
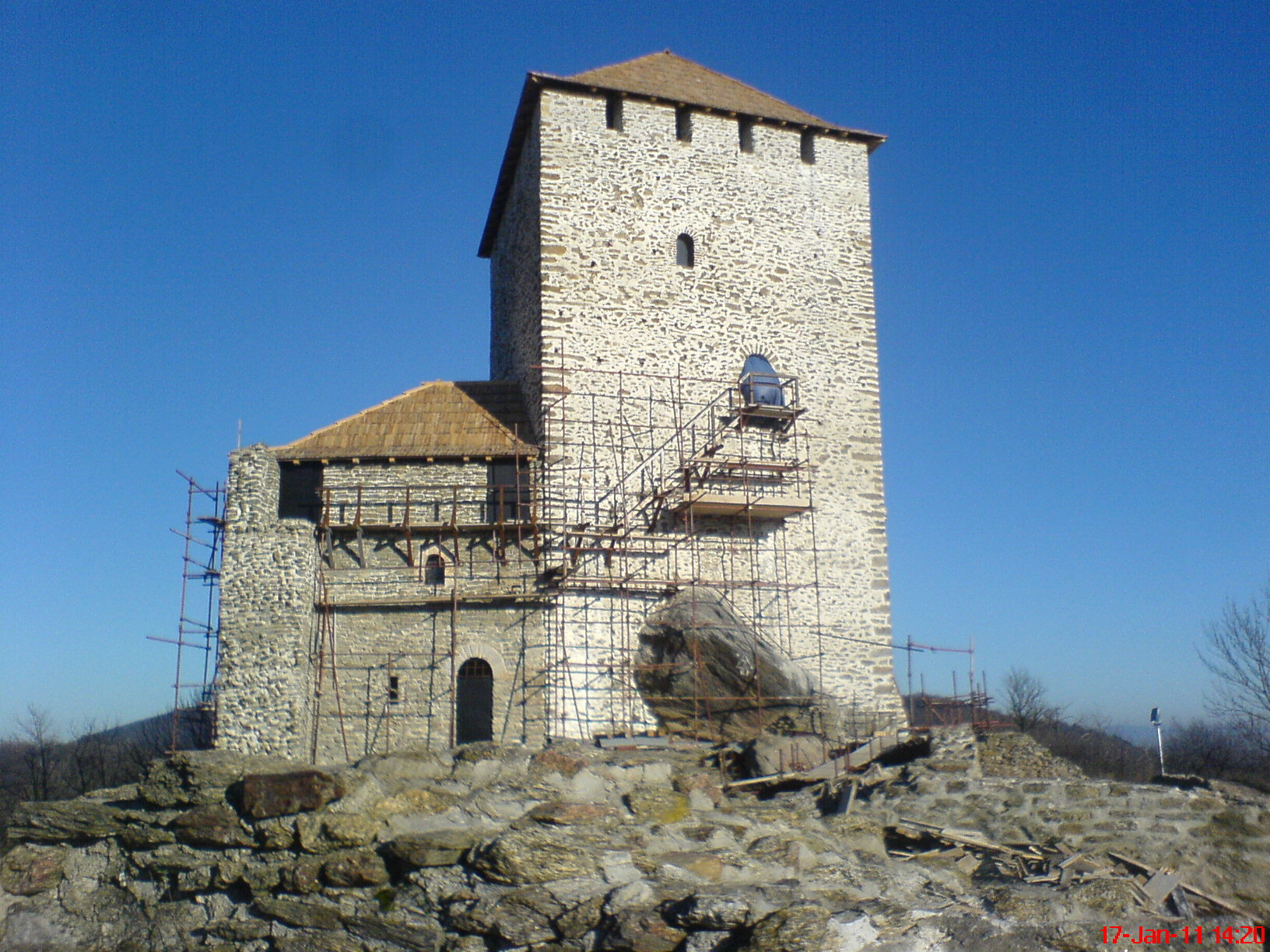
修復中のヴルシャツ塔
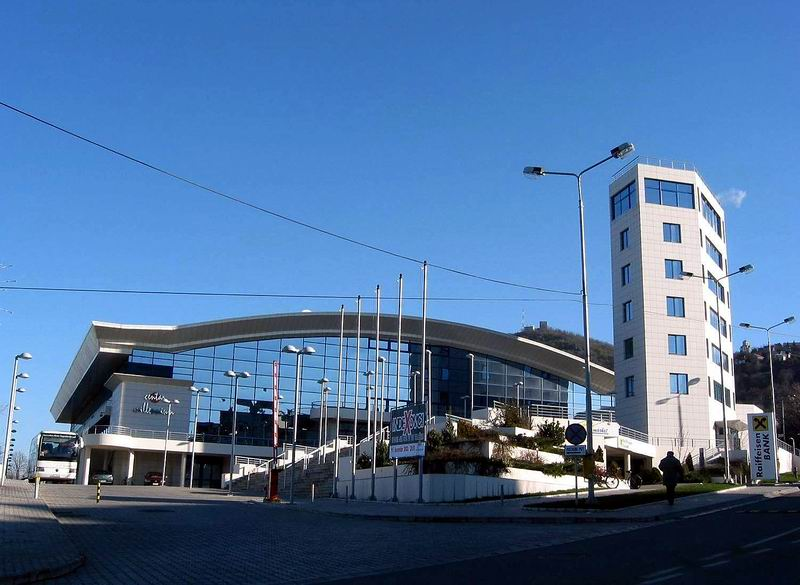
ミレニアムスポーツセンター
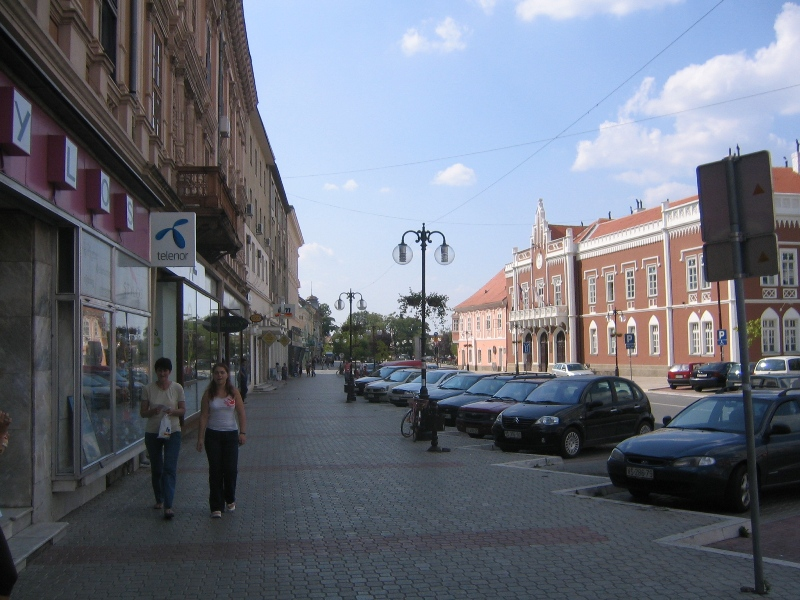
中心部の通り
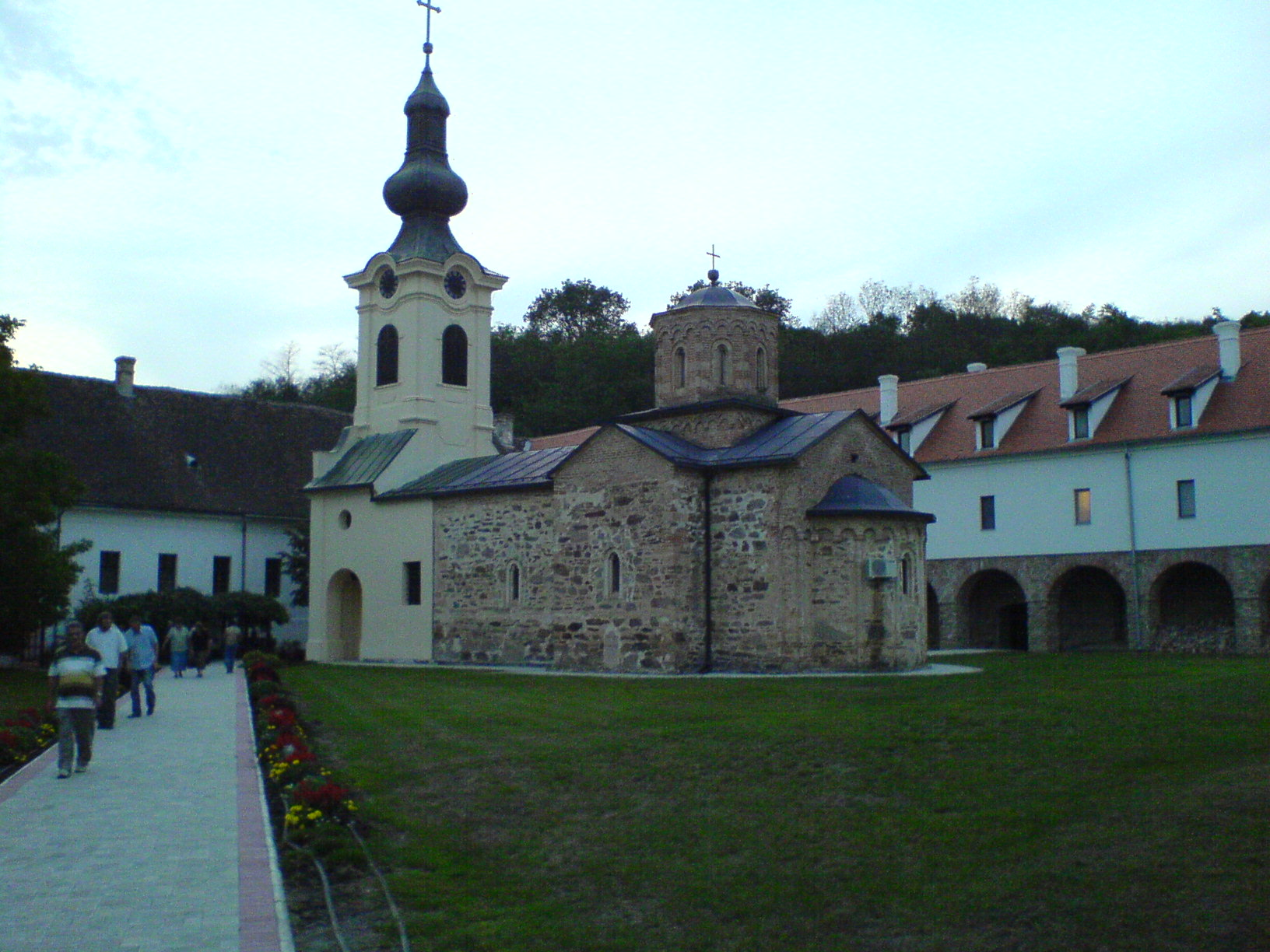
メシッツ修道院

## 関連出典
- Dušan Belča, Mala istorija Vršca, Vršac, 1997.
- Dr. Dušan J. Popović, Srbi u Vojvodini, knjige 1-3, Novi Sad, 1990.
- Slobodan Ćurčić, Broj stanovnika Vojvodine, Novi Sad, 1996.
- Györffy György, Az Árpád-kori Magyarország történeti földrajza, 1987 (third edition). (Geographia historica Hungariae tempore stripis Arpadianae.)

これらの文献は、翻訳元である英語版の参考文献として挙げられていたものであり、日本語版作成に際し直接参照してはおりません。